# Resolução 106 do Conselho de Segurança das Nações Unidas
Resolução 106 do Conselho de Segurança das Nações Unidas, foi aprovada em 29 de março de 1955, após os relatórios do Chefe da Organização de Supervisão de Trégua das Nações Unidas na Palestina e os representantes do Egito e Israel ouvidos no Conselho notaram que a Comissão de Armistício entre Egito e Israel determinou que um "ataque previamente combinado e planejado ordenados por autoridades de Israel "foi cometido por forças israelenses regulares contra elementos do exército egípcio na Faixa de Gaza. O Conselho condenou o ataque como uma violação da Resolução 54 do Conselho de Segurança das Nações Unidas, ordenou Israel a tomar todas as medidas necessárias para impedir tal ação e manifestou a sua convicção de que a manutenção do Acordo Geral de Armistício que foi ameaçado por violações deliberadas e que nenhum progresso em direção a o regresso da paz permanente na Palestina seria feito a menos que as partes cumpriram rigorosamente com as suas obrigações.
Foi aprovada por unanimidade.